# الاستفتاء الدستوري السوداني 1998
تم إجراء إستفتاء دستوري في السودان في 27 مايو 1998م ، وتمت المصادقة على دستور جديد في السودان من قبل 96.7 في المائة من الناخبين ،و بلغت نسبة المشاركة 91.9 في المائة. 
وتم توقيعه ليصبح قانونًا في 30 يونيو.

## النتائج
| خيار                                      | الأصوات  | ٪    |
| ----------------------------------------- | -------- | ---- |
| إلى عن على                                | 10472888 | 96.7 |
| ضد                                        | 326732   | 3.3  |
| أصوات غير صالحة / فارغة                   | 135409   | -    |
| مجموع                                     | 10935029 | 100  |
| المصدر: قاعدة بيانات الانتخابات الأفريقية |          |      |